# Birka Gotland
Die Birka Gotland ist ein Kreuzfahrtschiff der schwedischen Reederei Gotland Alandia Cruises. Es wurde 2004 als Birka Paradise in Dienst gestellt. Von 2013 bis 2024 hieß das Schiff Birka Stockholm.

## Geschichte

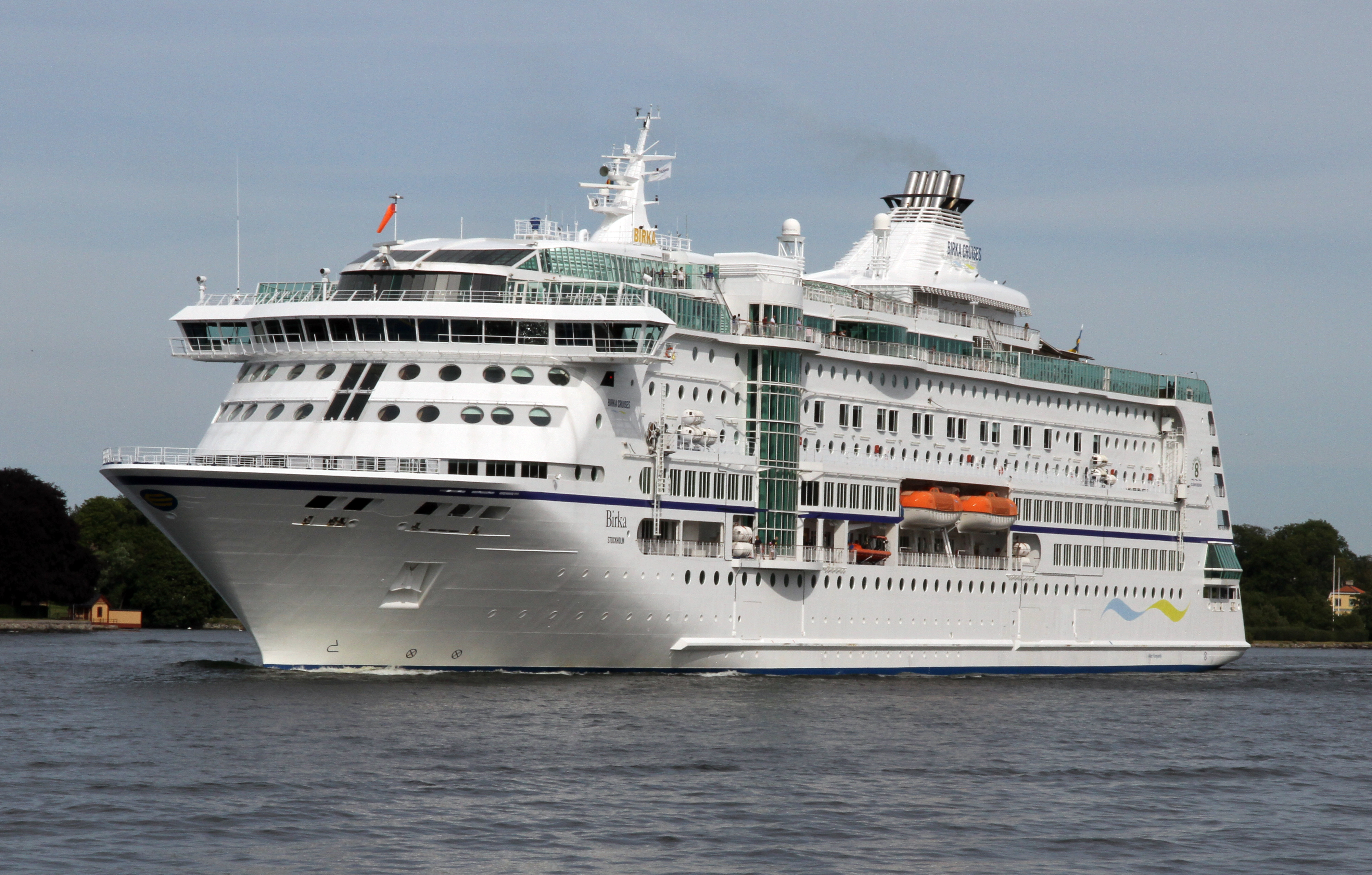
Die Birka Stockholm (2015)

Die Birka Paradise wurde am 20. Oktober 2003 unter der Baunummer 442 bei Aker Finnyards in Rauma auf Kiel gelegt und am 16. April 2004 vom Stapel gelassen. Nach seiner Ablieferung an die damalige Birka Line am 8. November 2004 nahm das Schiff am 11. November den Kreuzfahrtbetrieb zwischen Stockholm und Mariehamn auf. Aus der Birka Line ging später die Reederei Birka Cruises hervor.
In den folgenden Jahren wurde die Birka Paradise von Stockholm aus auf verschiedenen Strecken eingesetzt. Im Juni 2009 wurde Stockholm schließlich auch der offizielle Heimathafen des bis dahin in Mariehamn registrierten Schiffes. Zwei Jahre später ging die Birka Paradise im Juni 2011 in den Besitz der Rederiaktiebolaget Eckerö über, wurde aber weiterhin von Birka Cruises betrieben.
Nach einem Werftaufenthalt in Naantali wurde das Schiff im Januar 2013 in Birka Stockholm umgetauft. Im Juni 2013 fuhr die Birka Stockholm in Charter für den Reiseanbieter Grandtours für eine einzelne Kreuzfahrt vor der Küste von Estland bis nach Saaremaa. Anschließend wurde das Schiff wieder von Birka Cruises eingesetzt. In offiziellen Anzeigen der Reederei wurde die Birka Stockholm oftmals nur als Birka bezeichnet.
Im Juli 2020 stellte Birka Cruises den Betrieb aufgrund der Corona-Pandemie ein. Die Birka Stockholm war bereits seit März 2020 aufgelegt. Am Kauf des Schiffes war die Rederi Ab Eckerö interessiert, die das Schiff zu einem eisgängigen Expeditionsschiff umzubauen lassen wollte. Im März 2023 kaufte dann die schwedische Reederei Gotlandsbolaget das Schiff für circa 38 Mio. Euro. Es soll ab dem Frühjahr 2024 von Destination Gotland wieder zwischen Stockholm und Mariehamn eingesetzt werden, dabei aber zusätzlich auch Visby auf der Insel Gotland anlaufen. Am Betrieb des Schiffes will sich auch die Viking Line beteiligen, die dafür 50 % am Eigentum des Schiffes übernehmen wird. Die Jungfernfahrt unter dem neuen Namen Birka Gotland für die neu gegründete Reederei Gotland Alandia Cruises fand am 20. März 2024 statt. Das Schiff führt ein-, zwei- oder dreitägige Kreuzfahrten in der Ostsee durch.